# Adenandra schlechteri
Adenandra schlechteri är en vinruteväxtart som beskrevs av Dümmer. Adenandra schlechteri ingår i släktet Adenandra och familjen vinruteväxter. Inga underarter finns listade i Catalogue of Life.